# Euphorbia lenewtonii
Euphorbia lenewtonii är en törelväxtart som beskrevs av Susan Carter. Euphorbia lenewtonii ingår i släktet törlar, och familjen törelväxter. Inga underarter finns listade i Catalogue of Life.